# Apaustis
Apaustis é um gênero de traça pertencente à família Arctiidae.